# آلبرت برولس
آلبرت برولس (به آلمانی: Albert Brülls) بازیکن فوتبال و هافبک اهل آلمان بود که از سال ۱۹۵۹ میلادی عضو تیم ملی فوتبال آلمان بوده‌است. وی در ۲۵ بازی ملی حضور داشته‌است و آخرین بازی ملی خود را در سال ۱۹۶۶ میلادی انجام داد. آلبرت برولس در بازی‌های ملی‌اش ۹ گل به ثمر رساند.